# Бєліков Юрій Володимирович
Юрій Володимирович Бєліков — український архітектор, головний архітектор проектної студії «Бельетаж», член Союзу архітекторів України, лауреат Державної премії України (2009). Заслужений архітектор України (2018).

## Біографія
Син одеського архітектора В. В. Бєлікова. У 1991 році закінчив Одеську державну академію будівництва та архітектури. У 1995 році створив архітектурну групу «Бельетаж». Лауреат українських та російських архітектурних конкурсів. Проектував клуби, офісні і житлові будівлі, ресторани, готельно-торгові комплекси для Одеси, Києва, Донецька, міст Криму, Москви.

## Нагороди
- Призер конкурсу «Інтер-year» (2000, 2001, 2002, 2003)
- Призер конкурсу «Творення» (2002, 2003)
- Лауреат «Архітектурної премії»

## Проекти
- Житловий комплекс «Біле вітрило» (у співавторстві з архітекторами Наталією Володимирівною Ісаковою, Оленою Євгенівною Юзіковою і Раїсою Данилівною Царенко) м. Одеса
- Нічний клуб «Ібіца» (в Аркадії, м. Одеса) премія «Громадський інтер'єр» (2003);
- Ресторан «Нобель» (м. Київ)
- Лазневий комплекс (м. Одеса)
- Нічний клуб «Палладіум» (м. Одеса)
- Житловий комплекс «Ренесанс» (м. Одеса)

## Сім'я
- Син — Микита Юрійович Бєліков